# Liza van der Most
Liza van der Most (Cali, 8 ottobre 1993) è una calciatrice olandese, difensore dell'Utrecht.

## Palmarès

### Club
- Campionato olandese: 3

Ajax: 2016-2017, 2017-2018, 2022-2023
- Coppa dei Paesi Bassi: 5

Ajax: 2013-2014, 2016-2017, 2017-2018, 2018-2019, 2021-2022

### Nazionale
- Campionato d'Europa: 1

Paesi Bassi 2017
- Algarve Cup: 1

2018 (a pari merito con la Svezia)